# Нина Бадрич
Нина Бадрич (на хърватски: Nina Badrić) е хърватска поп певица и многократна носителка на наградата „Порин“.

## Биография
Нина е родена е в Загреб на 4 юли 1972 г. На деветгодишна възраст пее в детския хор Zvjezdice, с който пътува по света, записва няколко албума и натрупва богат опит в хоровото и госпъл пеене. Издава първия си самостоятелен албум, Godine nestvarne, през 1995 г., но едва след дуета си с Емилия Кокич и композицията Ja sam vlak придобива по-голяма популярност. През 2002 г. е обявена за най-добър чуждестранен изпълнител в Босна и Херцеговина. Четири пъти участва в Dora (телевизионно музикално състезателно шоу за избор на песен за „Евровизия“).

## Избрана дискография

### Студийни албуми
| Заглавие         | Година |
| ---------------- | ------ |
| Godine nestvarne | 1995   |
| Personality      | 1997   |
| Unique           | 1999   |
| Nina             | 2000   |
| Ljubav           | 2003   |
| 07               | 2007   |
| NeBo             | 2011   |

## Филмография
| Година | Филм                   | Роля                                                     | Бележки                                             |
| ------ | ---------------------- | -------------------------------------------------------- | --------------------------------------------------- |
| 2005   | Bitange i princeze     | кандидатка/блондинка                                     | гостуваща роля                                      |
| 2006   | Libertas               | певица в кръчма                                          | второстепенна роля                                  |
| 2006   | Принцът на Египет      | солистка на песента Kad ljubav pobijedi с Ивана Върдоляк | хърватски дублаж (телевизия RTL и Project 6 Studio) |
| 2010   | Lud, zbunjen, normalan | Нина Бадрич                                              | гостуваща роля                                      |
| 2011   | Котаракът в чизми      | Кити                                                     | главна роля (хърватски дублаж)                      |
| 2014   | Magacin Kabare Show    | Шай                                                      | гостуваща роля                                      |